# Тараса Шевченко (Херсонская область)
Тараса Шевченко (укр. Тараса Шевченка) — село в Бериславском районе Херсонской области Украины.
Почтовый индекс — 74312. Телефонный код — 5546. Код КОАТУУ — 6520686604.

## Население
Население по переписи 2001 года составляло 377 человек.

### Языковой состав
Родной язык населения по данным переписи 2001 года:
| Язык       | Численность, чел. | Доля     |
| ---------- | ----------------- | -------- |
| Украинский | 357               | 94,69 %  |
| Молдавский | 11                | 2,92 %   |
| Русский    | 9                 | 2,39 %   |
| Итого      | 377               | 100,00 % |

## Местный совет
74312, Херсонская обл., Бериславский р-н, с. Раковка, ул. Советская, 8